# Reino de Dinamarca

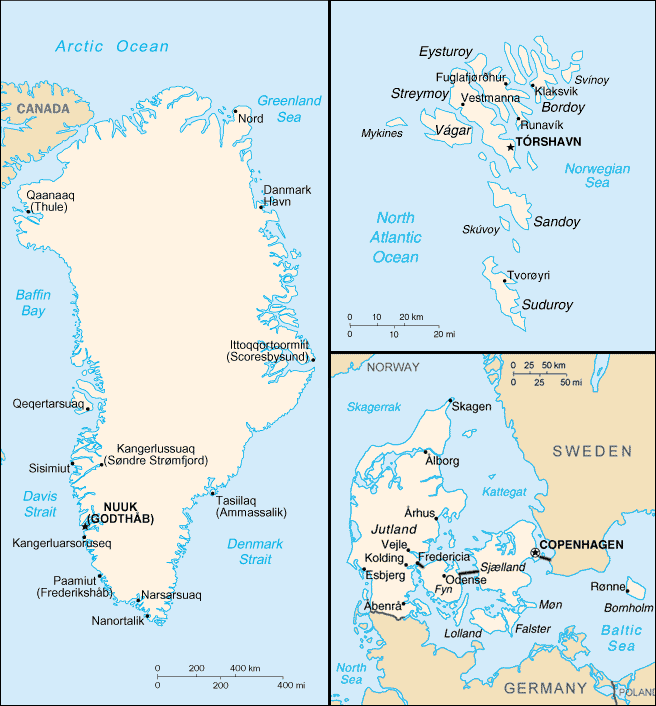
Groenlandia, las Islas Feroe y Dinamarca

El Reino de Dinamarca (en danés, Kongeriget Danmark o Danmarks Rige; en feroés, Kongsríki Danmarkar; en groenlandés, Kunngeqarfik Danmarki) es un Estado soberano que se compone de tres territorios (en danés, rigsdele) unidos por la Constitución de Dinamarca, que aplica a todo él y establece como forma de gobierno una monarquía constitucional. Forman parte del Reino la Dinamarca continental, en el norte de Europa, y las islas Feroe y Groenlandia, en el Atlántico Norte. La primera de ellas es la metrópoli, donde tienen su sede los poderes judicial, ejecutivo y legislativo generales. La relación entre los tres territorios se denomina, en danés, Rigsfællesskabet (‘la unidad del Reino’; en feroés, ríkisfelagsskapurin; en groenlandés, naalagaaffeqatigiinneq). Según las leyes de gobierno de Feroe y Groenlandia, los tres territorios constituyen comunidades de personas dentro del Reino de Dinamarca.

## Gobierno y política

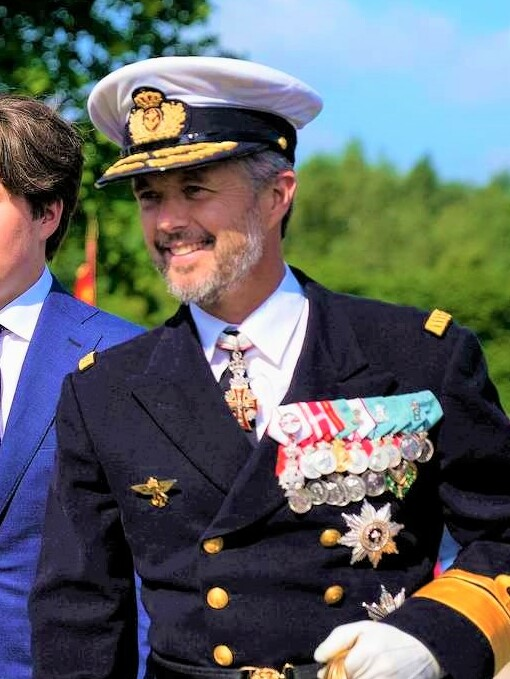
Federico X, rey del Reino de Dinamarca.

La legislatura nacional se denomina Folketing. El parlamento está formado por 175 miembros de Dinamarca elegidos por mayoría proporcional, más dos miembros elegidos por Groenlandia y las Islas Feroe. Las elecciones parlamentarias se realizan por lo menos cada cuatro años, pero el primer ministro tiene la potestad de llamar a una elección antes de que se haya completado dicho período.
Actualmente el monarca es Federico X de Dinamarca quien ostenta la jefatura del Estado tanto en Dinamarca, Groenlandia y las Islas Feroe. Entretanto, cada parte del Reino elige a su jefe de Gobierno. Actualmente ostentan el cargo:
- En Dinamarca Mette Frederiksen, primera ministra
- En las Islas Feroe Aksel Johannesen, primer ministro o Løgmaður
- En Groenlandia Múte Bourup Egede, primer ministro

El idioma principal del reino es el danés. Groenlandia tiene su propio idioma oficial, el groenlandés y es el único reconocido como idioma oficial. Las Islas Feroe también tienen su propio idioma, el feroés, pero en este caso, es cooficial con el danés.
Los nombres de las regiones y de Dinamarca, están en sus respectivos idiomas, aunque, pueden llegarse a nombrar también en danés.
- Dinamarca: Danmark, en danés.
- Las islas Feroe: Føroyar, en feroés. Færøerne, en danés.
- Groenlandia: Kalaallit Nunaat, en groenlandés. Grønland, en danés.

Dinamarca posee su propio himno nacional, escudo y bandera, Groenlandia los suyos y las Feroe también tienen símbolos nacionales propios. Los títulos de los himnos y nombres de las banderas respectivamente son:
- Der er et Yndigt land, el himno nacional de Dinamarca. Se nombra Dannebrog a la bandera de Dinamarca que significa "la bandera de los daneses".
- Tú alfagra land mítt, el himno nacional de las Islas Feroe. Se nombra Merkið a la bandera de las Islas Feroe que significa "la bandera".
- Nunarput utoqqarsuanngoravit, el himno nacional de Groenlandia. Se nombra Erfalasorput o Aappalaartoq a la bandera de Groenlandia que significa "nuestra bandera" y "la roja".

El himno real, solo se usa cuando un miembro de la familia real (comúnmente el rey) está presente, y es el mismo para todo el reino.
- Kong Kristian, es el himno real.

De las tres, solo Dinamarca es miembro de la Unión Europea.
| País               | Población | Área (km²) | Densidad (Hab por km²) |
| Reino de Dinamarca | 5 626 011 | 2 220 093  | 2,5                    |
| Dinamarca          | 5 519 441 | 42 952     | 127                    |
| Islas Feroe        | 49 006    | 1.399      | 34                     |
| Groenlandia        | 57 564    | 2 175 600  | 0,026                  |

## Geografía
En cuanto a su fitogeografía, Dinamarca, al igual que Groenlandia y las Islas Feroe, pertenece al reino boreal y se encuentra repartida entre las provincias ártica, europea atlántica y europea central de la región Circumboreal. Según el WWF, el territorio de Dinamarca se compone de dos ecorregiones: los bosques mixtos Atlánticos y los bosques mixtos Bálticos. Las Islas Feroe están cubiertas por pastizales boreales, mientras que Groenlandia aloja las ecorregiones de la tundra ártica alta de Kalaallit Nunaat y de la tundra ártica baja de Kalaallit Nunaat.

### Dinamarca
La monarquía danesa es una de las más antiguas del mundo y la más antigua de Europa; se remonta hasta Gorm el Viejo, fallecido en 958. Actualmente es una monarquía constitucional encabezada por el rey Federico X de Dinamarca desde 2024, tras suceder a su madre, la reina Margarita II. El monarca es Jefe de Estado, pero no tiene ninguna influencia política. La Casa Real es una de las instituciones más populares y respetadas de Dinamarca. La monarquía danesa es un símbolo nacional, cultural, tradicional e histórico que reúne al pueblo. Es de mucha importancia y orgullo para los daneses.
La familia real patrocina y realiza tareas de honor en diversas instituciones relacionadas con cuestiones sociales, la política exterior, la investigación científica, la salud, la ayuda humanitaria, la sostenibilidad, medio ambiente, arte, cultura, moda y deportes. Representa a Dinamarca en todo el mundo ante jefes de Estado, realezas, instituciones, empresas y poblaciones.
El valor monetario de los miembros de la Casa Real danesa, como símbolos nacionales, es muy alto para Dinamarca, según el Instituto de Análisis Nation Branding. Se debe a que son un «producto único» que llama la atención en otros países. Cuando la realeza de Dinamarca ayuda al comercio danés a triunfar en países extranjeros, significa que las puertas para las autoridades extranjeras se abren de otra manera que lo que sería el caso con representantes no-monárquicos.

### Islas Feroe
El 31 de marzo de 1948, la Ley sobre autogobierno interno dio amplia autonomía a las Islas Feroe. No obstante, existen importantes grupos de feroeses a favor de la independencia total de Dinamarca. La lucha de fuerzas entre los distintos partidos políticos feroeses, divididos entre los republicanos separatistas y los unionistas daneses, está muy igualada. Las coaliciones para los gobiernos locales entre ambos bandos son muy comunes.
A diferencia de Dinamarca, las Islas Feroe no son miembros de la Unión Europea. Pese a ello, envían a dos diputados al Folketing danés, así como al Consejo Nórdico con el Documento Åland de 2007; donde las Feroe, Groenlandia y Åland se convirtieron en miembros de pleno derecho del citado consejo.
El gobierno central danés está representado por un alto funcionario en las islas.

### Groenlandia
El gobierno del Rey en Dinamarca nombra un Rigsombudsmand (Alto comisionado) que representa al gobierno y la monarquía danesa. Como parte integrante de Dinamarca elige dos representantes en el parlamento danés.
Desde hace décadas, esta isla, la más extensa del planeta, ha mostrado serias intenciones de independizarse del reino, pero varios expertos nórdicos ven inviable la independencia de Groenlandia por estos momentos.

## Relación entre Dinamarca, las Islas Feroe y Groenlandia
Anteriormente, casi sin excepción, las relaciones internacionales fueron responsabilidad exclusiva de Dinamarca, en nombre de las tres regiones, pero más recientemente, ambas regiones han aumentado su papel en la política exterior. Las Islas Feroe y Groenlandia se han convertido en territorios más autónomos y tienen influencia conjunta sobre temas de política exterior que se relacionan con sus intereses nacionales, como los temas geopolíticos y la pesca comercial. Sin embargo, estas regiones siguen siendo, en un contexto internacional y la comunidad, parte de la administración danesa, donde las Islas Feroe y Groenlandia se han unido a la delegaciones danesas en la mesa de la comunidad internacional.
Las Islas Feroe y Groenlandia tienen membresía en el Consejo Nórdico. Se han convertido en miembros integrados de la Unión Europea, pero ninguno de estos países es un miembro como tal. Groenlandia, tuvo que seguir a Dinamarca en la UE en 1973, pero optó por abandonarla en 1985 después de la entrada en vigor de sus nuevas leyes de autonomía que se introdujeron en 1979, siendo este el primer país que ha dejado la UE en toda su historia. Groenlandia y las Islas Feroe son solo semi-miembros de las Naciones Unidas, la OTAN, la OCDE y la Organización Mundial del Comercio, ya que Dinamarca representa el Rigsfællesskab. Dinamarca permitió un aumento de la participación de los gobiernos de las Islas Feroe y de Groenlandia en los asuntos internacionales, por ejemplo, Groenlandia se incluyó en el proceso de un nuevo tratado entre Dinamarca y los Estados Unidos con respecto a la base aérea de Thule en el noroeste de Groenlandia.

## Relaciones con la Unión Europea
El Reino de Dinamarca es un Estado miembro de las Comunidades Europeas, el predecesor de la Unión Europea, desde 1973. En 1982, Groenlandia votó a favor de abandonar las Comunidades tras obtener la autonomía del Reino de Dinamarca. Las Islas Feroe nunca formaron parte de la UE, como afirman explícitamente los dos tratados de Roma. Las relaciones de las Islas Feroe con la UE se rigen por un Acuerdo de Pesca (1977) y un Tratado de Libre Comercio (1991, revisado en 1998). La principal razón para permanecer fuera de la UE son los desacuerdos sobre la Política Pesquera Común.